# Robert Perew
Robert "Bob" Strahan Perew (5. august 1923 - 14. november 1999) var en amerikansk roer fra Philadelphia.
Perew vandt, sammen med Stu Griffing, Greg Gates og Fred Kingsbury, bronze i firer uden styrmand ved OL 1948 i London. Den amerikanske båd sikrede sig bronzen i en finale, hvor Italien vandt guld mens Danmark fik sølvmedaljerne. Hele bådens besætning var studerende på Yale-universitet da de vandt medaljen. Det var det eneste OL, Perew deltog i.

## OL-medaljer
- 1948:  Bronze i firer uden styrmand